# Gwiazda chaosu

Chaosfera, duchowa latarnia magii chaosu.

Gwiazda chaosu (ang. Chaostar) – symbol chaosu. Najczęściej przedstawiana jest jako osiem strzałek wychodzących z centralnego punktu. Oryginalnie została zaczerpnięta z twórczości pisarza fantasy Michaela Moorcocka, jako symbol chaosu (nieskończonych możliwości). Obecny wygląd został pierwszy raz przedstawiony przez autora i maga Petera Carrolla.
Jest używana przez większość praktykantów magii chaosu, zwłaszcza przez Iluminatów Thanaterosa, którzy uznają ją za swój „symbol i zwierciadło magiczne”. Jest także symbolem chaosu takiego, jakim rozumieją go zwolennicy tej magicznej filozofii: „siłą przenikającą całą olbrzymią przestrzeń kosmosu”, „niewyobrażalnie płodną próżnią”, „wszechobecną i niedualistyczną”.
Gwiazda chaosu używana jest często w szeroko pojętej kulturze fantastyki. Po raz pierwszy symbolu tego użyło wydawnictwo TSR (wydawca gry RPG Dungeons & Dragons) w 1980 roku, w dodatku Deities & Demigods, który opisywał bóstwa, potwory i bohaterów z Moorcockowskiego uniwersum Elryka. Problemy z prawami autorskimi doprowadziły do porzucenia tego symbolu w następnych edycjach gry.
Gwiazda chaosu została później przywłaszczona przez wydawnictwo Games Workshop. Znak ten pojawia się w grach osadzonych w uniwersach Warhammera i Warhammera 40,000, jako uniwersalny symbol Bogów Chaosu. Występuje on także w wielu innych grach fantastycznych – m.in. w Wampirze: Maskaradzie i komputerowej grze Hexen.
Gwiazda chaosu pojawia się w muzyce. Występuje w logach zespołów muzycznych takich jak m.in. Behemoth oraz Red Hot Chili Peppers. Jest też bardzo często używana w różnej formie przez różne inne zespoły odwołujące się do tematyki okultyzmu i magii (najczęściej z gatunku black metalu i death metalu)
Istnieje również trójwymiarowa wersja gwiazdy chaosu, zwana chaosferą.